# Josef Knecht

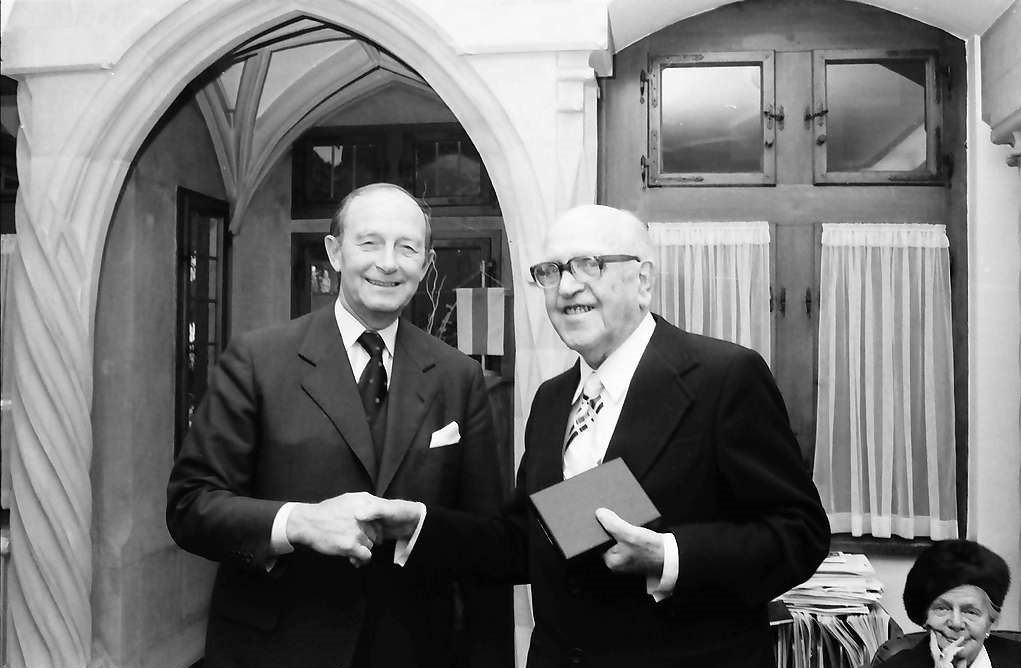
Josef Knecht (rechts) bekommt die Ehrenmedaille in Gold der Landesregierung von Baden-Württemberg 1977

Josef Knecht (* 15. November 1897 in Eisenbach, jetzt Obernburg am Main; † 12. Juni 1980 in Freiburg im Breisgau) war ein deutscher Verleger. Nach ihm ist der Verlag Josef Knecht benannt.
Nach dem Besuch eines humanistischen Gymnasiums studierte Knecht in Würzburg Philosophie, Kunstgeschichte und Staatswissenschaft.
Nach seiner Promotion zum Dr. rer. pol. wurde er 1921 auf Empfehlung von Carl Sonnenschein, dessen Mitarbeiter er während des Studiums war, Privatsekretär von Friedrich Dessauer. Ab 1924 war er Geschäftsführer des Verlages der Carolusdruckerei in Frankfurt am Main. Dort erschien bis zur Beschlagnahmung durch die Nationalsozialisten im Jahr 1934 die von Dessauer begründete linkskatholische Rhein-Mainische Volkszeitung. Knecht wurde danach zunächst inhaftiert und sein Vermögen beschlagnahmt. Schon nach kurzer Zeit wurde er jedoch freigelassen und arbeitete als Finanzdirektor in der Geschäftsleitung im Freiburger Verlag Herder.
Im Jahr 1946 begründete Knecht die Badische Zeitung und den Badischen Verlag in Freiburg mit und gründete die Carolusdruckerei in Frankfurt als Buchverlag für christliche Literatur unter dem Namen Verlag Josef Knecht – Carolusdruckerei neu. Im November 1945 erhielt Knecht von der französischen Militärregierung in Baden-Baden den Auftrag, eine Buchhandels-Organisation im französisch besetzten Gebiet aufzubauen. Von 1951 bis 1953 war er Vorsitzender des Börsenvereins deutscher Verleger- und Buchhändlerverbände und von 1951 bis 1967 Vorsitzender des Verwaltungsrats des Südwestfunks. Bis zu seinem Tod blieb er Aufsichtsrat des Badischen Verlags. Knecht stand dem Freiburger Kreis um Karl Färber nahe.
Der Verlag Josef Knecht ist heute ein Imprint des Verlags Karl Alber innerhalb der Verlagsgruppe Herder und veröffentlicht Kirchenkrimis und historische Romane.